# Coquillettomyia rara
Coquillettomyia rara är en tvåvingeart som beskrevs av Fedotova 2006. Coquillettomyia rara ingår i släktet Coquillettomyia och familjen gallmyggor. Inga underarter finns listade i Catalogue of Life.